# 下関駅 (南京市)
下関駅（かかんえき）は、中華人民共和国江蘇省南京市鼓楼区中山北路と熱河路の交差点の熱河路広場に開業する予定の、南京地下鉄の駅である。5号線と9号線が乗り入れ、両路線の接続駅となる予定。
なお、下関区は中華人民共和国江蘇省南京市にかつて存在した市轄区。2013年2月8日から鼓楼区の一部となった。

## 駅構造

### のりば
| 番線 | 路線            | 方面                               | 行先            |
| ---- | --------------- | ---------------------------------- | --------------- |
|      | 南京地下鉄5号線 | 静海寺・南京西駅 方面              | 方家営 行き     |
|      | 南京地下鉄5号線 | 塩倉橋・朝天宮・七橋甕・神機営方面 | 江蘇軟件園 行き |
|      | 南京地下鉄9号線 | 南京駅 方面                        | 紅山新城 行き   |
|      | 南京地下鉄9号線 | 管子橋・江東門・魚嘴・板橋 方面    | 劉村 行き       |

## 歴史
- 下関埠頭事件:1937年（昭和12年）12月12日夜の南京戦において、城内に進撃する日本軍の攻撃によって敗走して挹江門を通り抜けようとした中国国民政府軍87師、第88師および教導総隊の潰走兵と、それらを武力阻止するよう唐生智に命ぜられた督戦隊である国府軍第36師212団とが衝突して双方が発砲した結果、約一千名[要出典]の中国軍兵士が死亡した事件。[1][2]

## 隣の駅
南京地下鉄
■5号線
静海寺駅 - 下関駅 - 塩倉橋駅
■9号線
四平路広場駅 - 下関駅 - 白雲亭駅